# Jean-Baptiste Surian
Jean-Baptiste Surian  (* 20. Mai oder 20. September 1670 in Saint-Chamas; † 3. August 1754 in Vence) war ein römisch-katholischer Bischof und Mitglied der Académie française.

## Leben

### Der Oratorianer und Kanzelredner
Surian, dessen Mutter aus dem Adelshause Broglie stammte, ging in Martigues zur Schule, besuchte das renommierte Oratorianer-Kolleg in Juilly und trat im Oktober 1685 in das Oratorium von Aix-en-Provence ein. Nach einem Jahr begann für ihn eine 20 Jahre dauernde Ausbildungs- und Tätigkeitstour durch Frankreich, die ihn über Marseille, Notre-Dame-des-Anges in Mimet (Zentrum des Jansenismus), Arles, Pézenas, Toulon (ab 1691, Priesterweihe 1695), Marseille, Montbrison, Saumur (1697), Caen (1699), Soissons (1705), Montpellier (1706), Aix-en-Provence (1707) schließlich 1708 nach Paris führte, wo er in den nächsten 20 Jahren als Kanzelredner zur Prominenz aufstieg und sich ein Bistum verdiente.

### Bischof und Mitglied der Académie française
1727 wurde er zum Bischof von Vence (Kathedrale de la Nativité-de-Marie) ernannt, dem kleinsten Bistum Frankreichs, womit er aber hoch zufrieden war. Sich später auf bedeutendere Bischofssitze zu bewerben, lehnte er ab. 1733 wurde er auf den Sitz Nr. 25 der Académie française gewählt, den vor ihm sein Bischofskollege Henri-Charles du Cambout de Coislin besetzt hatte.

### Wirken in Vence
Surian hatte weitere Einkünfte in seiner Eigenschaft als Kommendatarabt der Abtei Saint-Vincent de Lucq und als Prior des Feuillantenklosters Goussainville. Mit seinem Vermögen unterstützte er die Armen und baute in Vence das Armen- und Krankenhaus Saint Jacques, das er auch als Erbe seiner Hinterlassenschaft einsetzte. Sein Dazwischentreten rettete die Stadt vor den Ausschreitungen der Reichstruppen im Jahr 1746. Er starb nach 27 Amtsjahren im Alter von 84 Jahren. In Vence erinnert die Place Surian an ihn.

## Werke
- Pensées et discours de J.B. de Surian, de l’Académie française. Hrsg. Abbé A. Rosne, 1886.

## Zitat
Die Weisheit eines Bischofs von Vence

« J’ai fait consister mon bonheur dans un état borné ; j’y ai vécu avec plaisir ; j’y mourrai sans regret. La liberté de renaître me paraîtrait une punition. […] Paris peut être un triste séjour et Vence ou Senez une demeure aimable, selon la manière de penser et de sentir. Je me fais un Paris de Vence. Je me fais de ma campagne un Versailles. La première des sciences est de savoir être heureux. »

„Ich habe mir mein Glück in begrenzten Verhältnissen eingerichtet. Ich habe darin mit Freude gelebt, ich werde darin ohne Bedauern sterben. Das Recht, noch einmal zu leben, erschiene mir als Bestrafung. […] Paris kann ein trauriger Aufenthaltsort sein und Vence oder Senez ein liebenswerter Wohnsitz, je nachdem wie man denkt und fühlt. Ich mache mir ein Paris aus Vence, ein Versailles aus meiner hintersten Provinz. Die oberste Wissenschaft ist die: verstehe, glücklich zu sein!“